# 朽木氏
朽木氏（くつきし）は、武家・士族・華族だった日本の氏族。近江源氏佐々木氏の一流で、高島郡朽木荘の地頭職を得たことから「朽木」と称するようになる。室町時代には室町幕府に奉公衆として仕え、戦国期には足利将軍家に重用された。江戸時代、本家は本領の朽木谷を安堵されて交代寄合として存続し、維新後士族。分家の一つは大名に列し、丹波福知山藩主として廃藩置県まで存続し、維新後は華族の子爵家となった。

## 歴史

### 中世
佐々木信綱は承久の乱後、その功によって近江国高島郡朽木荘（朽木庄）の地頭職を与えられた。その後、高島高信（信綱の三男）の次男・頼綱に受け継がれ、その三男・朽木義綱が朽木氏を称したのに始まる（宗家である高島氏は高信の長子で頼綱の長兄にあたる泰信が継承、義綱の長兄・頼信は横山氏、次兄・氏綱は田中氏の祖となる）。
朽木氏は宗家の高島氏や他の高島氏分家とともに「高島七党」と称され、高島郡の有力武士の一つであった。また、義綱の子孫・朽木経氏は、桓武平氏の嫡流池氏の池顕盛の猶子となり、池氏の所領も相続した。
室町時代には足利将軍家に仕え、室町幕府の側近として仕えた。朽木材秀・稙綱・晴綱・藤綱・輝孝が将軍（足利義材（義稙）・義晴・義藤（義輝））から偏諱を受けている。

### 近世

#### 朽木谷の宗家
足利将軍の没落後、朽木元綱は織田信長、豊臣秀吉に従い、大名として本領を維持した。関ヶ原の戦いにおいては西軍から東軍に転じ、戦後は本領9590石を安堵された。江戸幕府の制度が定まる以前の時期の元綱の地位については「大名に準じる家格」とすることもあれば、「近世大名」と見なす見解もあり、その領国が「朽木藩」と表現されることがある。
寛永9年（1632年）に元綱が没すると、朽木領9590石はその3子（宣綱が6470石・友綱が2010石・稙綱が1110石）に分割された。これにより織豊政権期に由来する「朽木藩」は廃藩になったという見方がある。長男の宣綱が継いだ朽木家の本家（「谷朽木」と呼ばれる）は交代寄合の旗本となった。さらに宣綱の子・智綱の代に、弟2人（良綱1000石・元綱700石）へ分知したため、本家は4770石で明治維新を迎えた。維新後士族（→士族の朽木宗家）。
なお宣綱の子の一人高通が母方および妻方の京極姓を名乗り、丹後峰山藩の大名となっている。

#### 朽木稙綱と福知山藩主家
朽木元綱の三男・朽木稙綱は徳川家光に出仕してその側近となり、若年寄に就任した。寛永13年（1636年）に加増を受けて1万石の大名となった（この時期の居所の所在ははっきりしないが、稙綱の藩を「朽木藩」と称することがある）。その後もたびたび加増を受け、下野国鹿沼藩（2万5000石）から常陸土浦藩（3万石）に移された。
稙綱の子・稙昌は丹波福知山藩に3万2000石で移され、以後この家は福知山藩主として廃藩置県まで存続した。維新後華族の子爵家（→朽木子爵家）。

### 明治以降

#### 士族の朽木宗家
交代寄合の朽木宗家の幕末維新期の当主は朽木之綱。之綱は、王政復古後の慶応4年・明治元年（1868年）2月に朝廷に早期帰順の許可を求める請願書を提出。その中で「居邑朽木に退き、徒に万石以上に準ぜられ、隔年幕府へ交代仕り候えども、祖先以来勤王の遺志失わざる様、居邑に於いて皇都の御為山中関門相守り罷り在り候故、叙爵に加えられず候義は固より、二百余年の間近畿に在りながら天日を拝し奉らず、空しく庶流の輩より下等に列し候段、世々多年宿鬱の賤情、恐れながら御垂憐成し下され候様伏して願い奉り候（我が家は、居住する朽木村に退きましたが、いたずらに万石以上に準じられて、旧幕府に隔年交代で仕えさせられましたが、祖先以来勤王の意志を失わないよう、この村において皇都のため山中関門を守ってきました。そのせいで叙爵を許されなかったことをはじめとして、二百余年にわたり近畿にありながら日の当たらぬ身にされて、庶流の家より下等の地位に貶められてきました。そのことに我が家は長年にわたり苦しんでまいりました。恐れながら、我が家にお情けをかけてくださりますようお願いいたします）」と書いており、庶流が諸侯、嫡流である自らの家が交代寄合であることへの不満を述べている。
この請願に対して同年5月に朝廷から早期帰順が許可され、朽木宗家は朝臣に列して中大夫席を与えられた。明治2年12月に中大夫以下の称が廃されると士族に編入された。之綱は明治元年5月30日付けで弁事役所に「諸侯並」扱いを求める請願書を提出し、ついで明治2年4月14日にも弁事役所に諸侯列昇格の請願を行っているが、結局諸侯への昇格は認められなかったため、同家は士族のままだった。

#### 朽木子爵家
最後の福知山藩主朽木為綱は、明治2年（1869年）の版籍奉還で知藩事に転じるとともに華族に列し、1871年（明治4年）の廃藩置県まで知藩事を務めた。
版籍奉還の際に定められた家禄は現米で1333石。明治9年8月5日の金禄公債証書発行条例に基づき家禄と引き換えで支給された金禄公債の額は3万6680円7銭（華族受給者中151位）。当時の為綱の住居は東京市麹町区六番町にあった。
華族令施行で華族が五爵制になったことにより、1884年（明治17年）7月8日、朽木綱貞の代に旧小藩知事として子爵に列する。綱貞は陸軍軍人として少将まで昇進し、陸軍砲工学校教官、陸軍火薬研究所所長、陸軍科学研究所第二課長、陸軍造兵廟火工廟長などを歴任したことで工学博士の学位も取得した。
その後、池田侯爵家から綱博が養子に入って子爵位を継いだ。
朽木子爵家の邸宅は昭和前期には東京市渋谷区原宿にあった。